# Пшигодзицкая ординация
Пшигодзицкая ординация — родовое поместье князей Радзивиллов в Пшигодзице в Калишском воеводстве, основанное Михалом Иеронимом Радзивиллом для своего второго сына Антония Генрика Радзивилла. Формально учреждение ординации относится к 1873 году, когда был утвержден статут майората Пшигодзице. Однако на самом деле семья Радзивиллов раньше относилась к этим поместьям как к родовой ординации, и с конца XVIII века они не делились.

## История
Пшигодзицкая ординация была основана в 1796 году на территории крупнейшего поместья Калишского уезда, который с середины XVIII века был латифундией Радзивиллов. Поводом для основания стала свадьба князя Антония Генриха Радзивилла с принцессой Фридерикой Доротой Луизой Филиппиной Гогенцоллерн (1770—1836), родственницей прусского короля Фридриха Вильгельма II, и желание Михала Иеронима Радзивилла наделить молодую пару собственным имуществом.
На момент основания ординация было крупнейшим рыбным хозяйством в Польше. В имении Пшигодзице было 118 прудов и прудов, в том числе 18 главных, а полезная площадь Пшигодзицких прудов составляла около 700 га.
В 1840 году семья Радзивиллов получила для Пшигодзице статус графства. В 1873 году 3-й ординат Фердинанд Радзивилл добился утверждения статуса ординации. Ординация Радзивиллов в Пшигодзице ранее не была утверждена, поскольку два сына князя Антония Генриха не делили семейное имущество на протяжении всей своей жизни, и это было сделано только после смерти обоих братьев. В 1920-е годы поместьем Пшигодзице бесхозяйственно управляли администраторы 4-го ордината, из-за чего ординация оказалась в долгах. Было создано правление, которое лишило Михала Радзивилла возможности влиять на экономические решения.
Во время Второй мировой войны (1939—1945) ординация было национализировано немцами, а его доходы были направлены на политику Третьего рейха по германизации Великой Польши.
В 1945 году в Польской Народной Республике майорат был формально упразднен декретом об аграрной реформе. На базе поместья Пшигодзице была основана Сельскохозяйственная школа в Пшигодзице, а часть имущества также перешли в собственность: Государственная сельскохозяйственная ферма, Рыболовная ферма и Управление винокуренного завода.

## Список ординатов
- Антоний Генрих Радзивилл, 1-й ординат (1775—1832)
- Богуслав Фридерик Радзивилл, 2-й ординат (1809—1873), сын предыдущего
- Фердинанд Радзивилл, 3-й ординат (1834—1926), сын предыдущего
- Михал Радзивилл Рудый, 4-й ординат (1870—1955), сын предыдущего.